# 布莱西 (上马恩省)
布莱西（法語：Blaisy，法語發音：[blɛzi]）是法国上马恩省的一个市镇，属于肖蒙区。

## 地理
布莱西（48°10'24"N, 4°59'47"E）面积5.62 平方千米，位于法国大東部大區上马恩省，该省份为法国东北部内陆省份，北起马恩省和默兹省，西接奥布省，西南接科多尔省，东南接上索恩省，东临孚日省。
与布莱西接壤的市镇（或旧市镇、城区）包括：日扬库尔、容什里、瑞泽讷库尔、塞克斯方丹。

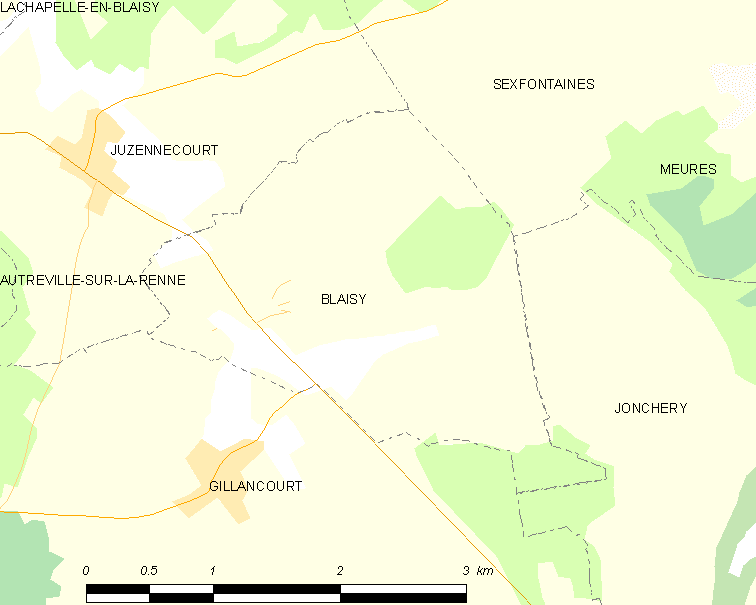
的OSM定位图

布莱西的时区为UTC+01:00、UTC+02:00（夏令时）。

## 行政
布莱西的邮政编码为52330，INSEE市镇编码为52053。

## 政治
布莱西所属的省级选区为沙托维兰县。

## 人口

1962-2008年间人口变化图示

布莱西于2022年1月1日时的人口数量为67人。